# Yeadon
Yeadon är en stad i unparished area Aireborough, i distriktet Leeds, i grevskapet West Yorkshire, i England. Staden ligger på bara några kilometers avstånd från både Leeds och Bradford, vilket gjort det naturligt att placera städernas gemensamma flygplats, Leeds Bradford International Airport här. Yeadon var en civil parish 1866–1937 när blev den en del av Aireborough och Idle. Civil parish hade 7 672 invånare år 1931. Staden nämndes i Domedagsboken (Domesday Book) år 1086, och kallades då Iadun/Ladun.